# Opatovské jazierko
Opatovské jazierko je přírodní rezervace v oblasti Dunajské luhy.
Nachází se v katastrálním území obce Medveďov v okrese Dunajská Streda v Trnavském kraji. Území bylo vyhlášeno či novelizováno v roce 1993 na rozloze 2,3579 ha. Ochranné pásmo nebylo stanoveno.